# Fouzi El Brazi
Fouzi El Brazi (Berkane, 22 maggio 1977) è un ex calciatore marocchino, di ruolo difensore.

## Carriera

### Club
Ha cominciato la propria carriera in Marocco, proseguendola in Svizzera e in Francia, prima di concluderla nella propria terra natale.

### Nazionale
Con la Nazionale marocchina ha partecipato alle Olimpiadi del 2000 e alla Coppa d'Africa nel 2002.